# 2009年11月大不列顛及愛爾蘭洪災

受災地區
Areas affected by flooding
Death(s) from flooding
Areas affected by strong winds
Death(s) from strong winds

2009年大不列颠及爱尔兰洪灾是从2009年11月至进入12月期间影响爱尔兰及大不列颠部分地区的一个天气事件。整个英国经历了自1914年有记录以来最潮湿同时平均气温偏高的11月。
在大不列颠受灾最严重的是英格兰的坎布里亚郡。在爱尔兰受灾最严重的则是Clare,Cork,Galway和Westmeath郡。
欧洲风暴带来的大雨和强风导致大不列颠南部地区在11月13-14日受灾并引发洪水。不稳定的天气随后在南部地区持续并在后期扩展到北部地区。到11月19日-20日时候，在坎布里亚郡，邓弗里斯郡和加洛韦郡中的许多村镇受灾。在爱尔兰，第二大城市科克是被洪水破坏最为严重的地区。，由于水处理厂被数米深的洪水淹没，当地有40%的人口超过10天得不到自来水供应。

## 资料来源
1. ↑  "November 2009". The Met Office. .   [2009-12-06]. （原始内容存档于2011-06-05）.. Retrieved 2009-12-06.
2. ↑  "Devastation | Irish Examiner". Examiner.ie. http://examiner.ie/home/devastation-106121.html （页面存档备份，存于）. Retrieved 2009-11-23.
3. ↑  "RTÉ News: South & West on alert as more rain forecast". Rte.ie. http://www.rte.ie/news/2009/1121/weather.html （页面存档备份，存于）. Retrieved 2009-11-23.